# Coupe des nations du Pacifique 2008
Navigation
Édition précédente Édition suivante
La Coupe des nations du Pacifique 2008 est la troisième édition de la compétition. Le tournoi est remporté par les Māori de Nouvelle-Zélande (qui remplacent les Junior All Blacks) grâce à un essai à deux minutes de la fin contre l’Australie A lors du dernier match.

## Classement du tournoi 2008
| Pos | Équipe                | Pts | J | G | N | P | PP  | PC  | +/-  | Bonus |
| --- | --------------------- | --- | - | - | - | - | --- | --- | ---- | ----- |
| 1   | Māori de Nlle Zélande | 21  | 5 | 5 | 0 | 0 | 134 | 62  | +72  | 1     |
| 2   | Australie A           | 20  | 5 | 4 | 0 | 1 | 220 | 77  | +143 | 4     |
| 3   | Samoa                 | 10  | 5 | 2 | 0 | 3 | 95  | 117 | -22  | 2     |
| 4   | Fidji                 | 10  | 5 | 2 | 0 | 3 | 94  | 117 | -23  | 2     |
| 5   | Japon                 | 7   | 5 | 1 | 0 | 4 | 121 | 181 | -60  | 3     |
| 6   | Tonga                 | 6   | 5 | 1 | 0 | 4 | 71  | 181 | -110 | 2     |

## Résultats détaillés 2008

### 1ejournée
- Fidji –  Samoa : 34-17
- Māori de Nlle Zélande -  Tonga : 20-9
- Japon -  Australie A : 21-42

### 2ejournée
- Fidji -  Māori de Nlle Zélande : 7-11
- Samoa -  Australie A : 15-20
- Japon -  Tonga : 35-13

### 3ejournée
- Māori de Nlle Zélande -  Samoa : 17-6
- Japon -  Fidji : 12-24
- Australie A -  Tonga : 90-7

### 4ejournée
- Tonga -  Samoa : 15-20
- Māori de Nlle Zélande -  Japon : 62-22
- Australie A -  Fidji : 50-13

### 5ejournée
- Tonga -  Fidji : 27-16
- Samoa -  Japon : 37-31
- Australie A -  Māori de Nlle Zélande : 18-21

## Statistiques
Meilleur réalisateur : James Aldridge ( Japon) (56 points)